# Ранчо Темо (Хуан Родригез Клара)
Ранчо Темо (шп. Rancho Temo) насеље је у Мексику у савезној држави Веракруз у општини Хуан Родригез Клара. Насеље се налази на надморској висини од 110 м.

## Становништво
Према подацима из 2005. године у насељу су живела 2 становника.

### Хронологија
| Година       | 2000 | 2005 |
| ------------ | ---- | ---- |
| Становништво | 5    | 2    |

### Попис
| # | Индикатор                        | Вредност |
| - | -------------------------------- | -------- |
| 1 | Укупно појединачних домаћинстава | 1        |